# یوئل استریک
یوئل استریک (عبری: יואל סטריק‎؛ زادهٔ ۱۹۶۶) سرلشکر نیروهای دفاعی اسرائیل است. وی فعالیت نظامی را از سال ۱۹۸۵ در نیروی هوایی اسرائیل آغاز کرد. استریک از سال ۲۰۱۷ تا ۲۰۱۹ فرماندهی شمالی اسرائیل را برعهده داشت و در فاصله سال‌های ۲۰۱۹ تا ۲۰۲۲ فرمانده نیروی زمینی اسرائیل بود. او پیش‌تر فرماندهی لشکر ۱۴۳ غزه، تیپ ۸۴ گیواتی، لشکر ۸۰ ایدوم، لشکر ۹۱ گالیل، فرماندهی جبهه داخلی و قرارگاه فرماندهی ارتش اسرائیل را نیز برعهده داشته است.